# 岸本 (企業)
岸本株式会社（きしもと）は、岡山県にあるうどんのチェーン店などを出店する会社である。

## 概要
1964年に石油販売業として現在の岡山県備前市にあるマイプラザ（讃岐うどん むらさき備前店）会社を創業した。その後1年後に、関連事業として讃岐うどんのチェーン店の展開を始めた。麺は自社工場で製造したものを提供している。

### 讃岐うどん むらさき
1965年（昭和40年）創業の兵庫、岡山、広島に出店しているうどんチェーン。最近ではエブリイokanaka津高店のようにショッピングモールにも出店している。多数のメニューを提供し、2004年からぶっかけうどんを提供している。また和気店（岡山県和気郡和気町）では、温かいうどんを頼むと自分で茹でられるようになっている。

### マイステーション事業
中部・関西・中国に出店している給油所。岡山県和気郡和気町にある子会社、ビゼンオートで自動車整備・車検・車販売等を行ったり、同社と連携し直営のガソリンスタンド20ヶ所を運営する。

### 農産物直売とれたて市場
岡山県岡山市東区古都宿にある、農産物直売所。野菜を始め、地元生鮮食品、卵などを350名の農家から直接仕入れている。

### 不動産事業部
岡山県を中心とし、不動産売買、賃貸、リフォームを行う。さらに、本社所在地にある複合店舗集合体"マイプラザ"を中心とし、岡山圏内に多数賃貸物件を運営する。

## 店舗
- https://kishimoto-group.jp/office/を参照。